# Cerro de las Ánimas
El Cerro de las Ánimas (antiguamente conocido como Mirador Nacional) es el segundo punto más alto del territorio de Uruguay, con 501 m s. n. m.. Se encuentra ubicado al sudoeste del departamento de Maldonado, en el límite entre los municipios de Pan de Azúcar y Solís Grande, y pertenece a la llamada Sierra de las Ánimas.
Hasta 1973 se pensaba que este cerro era el más alto del país. Sin embargo, ese mismo año, un grupo de científicos del Servicio Geográfico Militar uruguayo pudo detectar al Cerro Catedral, actualmente considerado el punto más alto de Uruguay, unos 12 metros más alto.